# Charles Wolcott
Charles Wolcott (Flint, 29 settembre 1906 – Haifa, 26 gennaio 1987) è stato un compositore statunitense aderente alla religione bahai fondata da Bahá'u'lláh.

## Compositore
Wolcott fu un importante compositore musicale più volte candidato all'Oscar.
Nel 1937 si trasferì a Hollywood e iniziò a lavorare presso gli studi Disney scrivendo musica e colonne sonore per i cartoni animati fra i quali emersero quelle di Pinocchio e di Bambi.
Nel 1944 divenne direttore generale musicale della Disney.
Nel 1950 passò alla Metro-Goldwyn-Mayer come direttore musicale associato per divenirne nel 1958 direttore musicale generale.

## Bahai
Wolcott, fervente bahai, fu nominato membro del Consiglio Internazionale Bahai nell'elezione del Ridván 1961.
Nel 1963 fu eletto membro della Casa Universale di Giustizia, il supremo organo di governo della fede bahai, carica che tenne fino al 1987.

## Filmografia
- Saludos Amigos, 1942
- I tre caballeros, 1944
- Musica maestro, 1946
- It's a Big Country, 1951
- Sky Full of Moon,
- La gatta sul tetto che scotta, 1952
- Key Witness, 1960